# Contralto dramática
La contralto dramática es una voz de contralto especializada en papeles dramáticos. Son un tipo de papeles que requieren gran intensidad de expresión, aunque resulta bastante difícil que una contralto realice muchos ornamentos. 
Es muy común que las contraltos interpreten papeles que fueron escritos originalmente para voz de castrati (por ello, en muchas ocasiones han de ejecutar roles masculinos).

## Ejemplos de contralto dramática
- Marian Anderson
- Umm Kulthum
- Sigrid Onégin
- Ernestine Schumann-Heink
- Nathalie Stutzmann

## Roles para contralto dramática
- Erda en Sigfrido de Richard Wagner).
- Madama Flora en The Medium de Gian Carlo Menotti.
- Ulrica en Un baile de máscaras de Giuseppe Verdi.

- Datos: Q5785183